# 渡邊佐平商店
渡邊佐平商店（わたなべさへいしょうてん）は、栃木県日光市今市にある日本の酒造会社。

## 概要
1842年（天保13年）に創業し、1951年（昭和26年）に株式会社として法人化する。栃木県内でも老舗の酒造会社であり、1891年（明治24年）時点の醸造高は栃木県内一だった。
日本酒のほか、酒粕や純米の焼酎、サイダーを製造する。酒の全製造量中の約90％が「純米醸造酒」である。酒蔵見学も受け付けている。
同社の主要銘柄として日光誉があり、同銘柄でKURA MASTER2024純米酒部門 金賞を受賞している。